# Georgenberg (Gemeinde Göpfritz an der Wild)
Georgenberg ist ein Höhendorf im nördlichen Waldviertel in Niederösterreich und Ortschaft der Marktgemeinde Göpfritz an der Wild im Bezirk Zwettl. Die Ortschaft hat 16 Einwohner (Stand 1. Jänner 2024).

## Geographie
Das  Dorf liegt 5 km südöstlich von Großsiegharts und nordwestlich von Allentsteig auf einer Anhöhe auf 646 m ü. A. über Weinpolz.
Die Ortschaft umfasst etwa 15 Gebäude mit etwa 25 Einwohnern. Sie liegt in der Katastralgemeinde Weinpolz, die Gründe östlich der Siedlung gehören schon zur KG Schönfeld.
Der Georgenberg selbst ist der 654 m ü. A. hohe südliche Vorberg der Sieghartser Berge (Sieghartser Berg (688 m ü. A.) resp. Steinwand (680 m ü. A.)), zwischen Predigtstuhl (Wieningerberg) und der Wild, dem Höhenzug, der die Ostabdachung des Granit- und Gneishochlands gegen das Weinviertel bildet. Das Dorf selbst ist eine kleine Rodungsinsel im geschlossenen Waldgebiet des Sieghartser Bergs, nur durch eine Straße von Weinpolz an der Waidhofener Straße (B 5) herauf erreichbar.
Nachbarorte
| Götzles (Gem. Waidhofen a.d.Th.)        |                                             | Großsiegharts (Gem.) |
| Lichtenberg (Gem. Windigsteig) Weinpolz | Kompassrose, die auf Nachbargemeinden zeigt | Schönfeld            |
| Scheideldorf                            |                                             | Breitenfeld          |

## Geschichte
Um 1513 wurde der Georgenberg als Feuerzeichenberg genannt (Linek, Annal. Zwettl II, 401). Da man vom Scheitel des Berges aus die damalige Grenze zu Böhmen sowie große Teile des Waldviertels und sogar einige Alpengipfel erblicken konnte, diente er vielleicht schon im 10. und 11. Jahrhundert diesem Zweck. 
Am Fuß des Berges befand sich die nicht mehr bestehende Dorfschaft Minnbach und wahrscheinlich war es Albert von Minnenbach, der 1171 den in der Nähe liegenden Wald Allwang dem Kloster Zwettl zuwendete und auf der Höhe des Berges ein Schloss besaß, dessen Kapelle auch nach seiner Verödung erhalten geblieben ist. 
Von diesem Kirchlein zum hl. Georg, dessen romanische Bauart dem XII. oder XIII. Jahrhundert entstammt, erhielt der Berg seinen Namen.   
Die einstige Größe der Kirche mit Gruft und angeblich auch einem Friedhof, lassen darauf schließen, dass hier einst die Seelsorge von Priestern ausgeübt wurde und das Begräbnisrecht bestand. 
Die erste urkundliche Nennung erfolgte in einem Pfarrverzeichnis von 1338. 
1419 gehörte die Kirche als Filiale zur Pfarre Waidhofen an der Thaya. 
1676 berichtete der Pfarrer von Waidhofen, dass dem Kirchlein einst 10 Untertanen gestiftet waren, die jedoch verloren gegangen waren. 
1694 gehörte die Vogtei der Herrschaft Waidhofen und wurde als „altes ödes Kirchl St. Georgi“ bezeichnet, einzig am Georgitag wurde von der Pfarre Windigsteig ein Gottesdienst abgehalten. 
1754 bestanden um die Kirche 4 Häuschen, die 1759 von Waidhofen nach Kirchberg an der Wild und 1784 nach Scheideldorf umgepfarrt wurden. 
Um 1786 wurde die Kapelle entweiht und angeblich für 50 fl. (Gulden) verkauft, worauf der baufällige Turm abgetragen und zwei Glocken nach Kirchberg gebracht wurden, während die dritte, die 1735 in Krems von Ferdinand Drackh gegossen worden war, der Gemeinde überlassen wurde. Das feste Presbyterium mit der romanischen Apsis und dem Gruftgewölbe wurde zu einem Häuschen mit Stockwerk eingerichtet, das geräumige Schiff wurde abgerissen und seine Stelle 1790 und 1792 mit zwei Häuschen verbaut. 
Einer Darstellung aus dem Jahre 1831 zufolge bestand das Dorf damals aus 10 Häusern. Die Bevölkerung umfasste 56 Menschen, die sich auf 12 Familien verteilten. Die dort ansässigen Kleinhäusler lebten größtenteils von der Weberei.   
Aus dem Jahre 1895 stammt die folgende Beschreibung:
Der vordere Teil der ehemaligen Kirche bildet eines der dort bestehenden wenigen Kleinhäuser, das sich durch seine Höhe mit einem Stockwerk bemerkbar macht. Die festen Steinmauern zeigen reinromanische Formen mit halbrunder Apsis nach Osten (später als Sakristei benützt), Gruftgewölbe unter derselben, ziemlich hohen Unterchore mit Rundgewölbe und zwei Rundbogenfenstern, worüber ehemals ein Turm mit drei Glocken sich erhob. Das etwas weitere Schiff ist fast ganz abgebrochen und seine Stelle nehmen zwei Kleinhäuser ein.
Laut Adressbuch von Österreich war im Jahr 1938 in der Ortsgemeinde Georgenberg ein Landwirt mit Ab-Hof-Verkauf ansässig.